# Xystrota roseicosta
Xystrota roseicosta är en fjärilsart som beskrevs av Barnes och Mcdunnough 1913. Xystrota roseicosta ingår i släktet Xystrota och familjen mätare. Inga underarter finns listade i Catalogue of Life.